# جهان قربانوف
جهان قربانوف (انگلیسی: Jahon Qurbonov؛ زادهٔ ۱۲ فوریهٔ ۱۹۸۶) بوکسور اهل تاجیکستان است.